# Saison 1 de Divorce
Chronologie
Saison 2
Cet article présente le guide des épisodes de la première saison de la série télévisée américaine Divorce.

## Généralités
- Aux États-Unis, la saison a été diffusée du 9 octobre 2016 au 11 décembre 2016 sur HBO.
- Au Canada, la saison a été diffusée en simultanée sur HBO Canada[1].
- En France, elle a été diffusée en version multilingue du 10 octobre 2016 au 12 décembre 2016 sur OCS City[2].

## Distribution

### Acteurs principaux
- Sarah Jessica Parker (VF : Martine Irzenski) : Frances
- Thomas Haden Church (VF : Patrick Béthune) : Robert
- Molly Shannon (VF : Isabelle Ganz) : Diane
- Talia Balsam (VF : Danièle Douet) : Dallas
- Tracy Letts (VF : Franck Gourlat) : Nick
- Sterling Jerins (en) (VF : Clara Quilichini) : Lila
- Charlie Kilgore (VF : Martin Faliu) : Tom

### Acteurs récurrents
- Jemaine Clement (VF : Bernard Gabay) : Julian Renaut
- Yul Vazquez (VF : Jérôme Froissard) : Craig
- Keisha Zollar : (VF : Youna Noiret) : Grace
- Alex Wolff : Cole Holt
- Dean Winters : Tony Silvercreek
- Jeffrey DeMunn : Max Brodkin
- Jorge Chapa : Sebastian
- Danny Garcia : Gabriel

## Épisodes

### Épisode 1:Pilote
- États-Unis /  Canada : 9 octobre 2016 sur HBO[3] / HBO Canada
- France : 10 octobre 2016 sur OCS City[4]
- Québec : 28 décembre 2016 sur Super Écran[5]
- Belgique : 12 janvier 2017 sur Be tv[6]

- États-Unis : 570 000 téléspectateurs[7] (première diffusion)

### Épisode 2:Le Lendemain
- États-Unis /  Canada : 16 octobre 2016 sur HBO / HBO Canada
- France : 17 octobre 2016 sur OCS City
- Québec : 28 décembre 2016 sur Super Écran
- Belgique : 12 janvier 2017 sur Be tv

- États-Unis : 849 000 téléspectateurs[8] (première diffusion)

### Épisode 3:Conseil conjugal
- États-Unis /  Canada : 23 octobre 2016 sur HBO / HBO Canada
- France : 24 octobre 2016 sur OCS City
- Québec : 4 janvier 2017 sur Super Écran
- Belgique : 12 janvier 2017 sur Be tv

- États-Unis : 637 000 téléspectateurs[9] (première diffusion)

### Épisode 4:Médiation
- États-Unis /  Canada : 30 octobre 2016 sur HBO / HBO Canada
- France : 31 octobre 2016 sur OCS City
- Québec : 11 janvier 2017 sur Super Écran
- Belgique : 19 janvier 2017 sur Be tv

- États-Unis : 518 000 téléspectateurs[10] (première diffusion)

### Épisode 5:Gustav
- États-Unis /  Canada : 6 novembre 2016 sur HBO / HBO Canada
- France : 7 novembre 2016 sur OCS City
- Québec : 18 janvier 2017 sur Super Écran
- Belgique : 19 janvier 2017 sur Be tv

- États-Unis : 530 000 téléspectateurs[11] (première diffusion)

### Épisode 6:Noël
- États-Unis /  Canada : 13 novembre 2016 sur HBO / HBO Canada
- France : 17 novembre 2016 sur OCS City
- Belgique : 19 janvier 2017 sur Be tv
- Québec : 25 janvier 2017 sur Super Écran

- États-Unis : 512 000 téléspectateurs[12] (première diffusion)

### Épisode 7:Des projets pour le weekend
- États-Unis /  Canada : 20 novembre 2016 sur HBO / HBO Canada
- France : 21 novembre 2016 sur OCS City
- Belgique : 26 janvier 2017 sur Be tv
- Québec : 1er février 2017 sur Super Écran

- États-Unis : 622 000 téléspectateurs[13] (première diffusion)

### Épisode 8:L'Église
- États-Unis /  Canada : 27 novembre 2016 sur HBO / HBO Canada
- France : 28 novembre 2016 sur OCS City
- Belgique : 26 janvier 2017 sur Be tv
- Québec : 8 février 2017 sur Super Écran

- États-Unis : 631 000 téléspectateurs[14] (première diffusion)

### Épisode 9:Encore une réception
- États-Unis /  Canada : 4 décembre 2016 sur HBO / HBO Canada
- France : 5 décembre 2016 sur OCS City
- Belgique : 2 février 2017 sur Be tv
- Québec : 15 février 2017 sur Super Écran

- États-Unis : 638 000 téléspectateurs[15] (première diffusion)

### Épisode 10:La Détente
- États-Unis /  Canada : 11 décembre 2016 sur HBO[16] / HBO Canada
- France : 12 décembre 2016 sur OCS City[17]
- Belgique : 2 février 2017 sur Be tv
- Québec : 22 février 2017 sur Super Écran

- États-Unis : 497 000 téléspectateurs[18] (première diffusion)